# 알폰조 맥키니

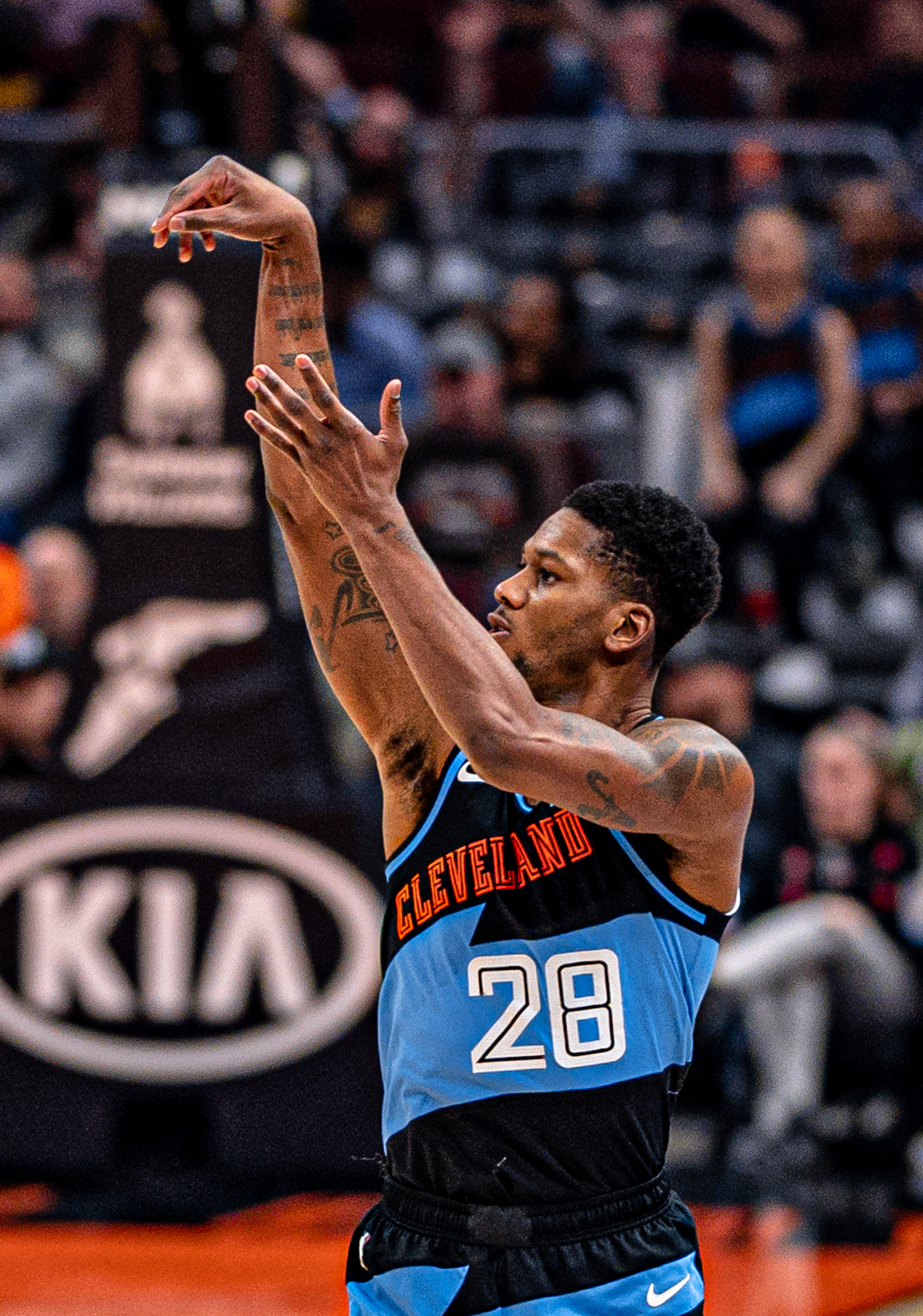

알폰조 맥키니(Alfonzo McKinnie, 1992년 9월 17일 ~ )는 B.리그 2부 리그의 고베 스토크스의 미국 프로 농구 선수이다. 이스턴 일리노이 대학교와 위스콘신대학교-그린베이에서 대학 농구를 했다.

## 경력
- 이스트 사이드 파이러츠(2015~2016)
- 라요스 데 에르모시요(2016)
- 윈디 시티 불스(2016~2017)
- 토론토 랩터스 (2017-2018)
- 골든스테이트 워리어스(2018~2019)
- 클리블랜드 캐벌리어스 (2019-2020)
- 로스앤젤레스 레이커스(2020-2021)
- 카피타네스 데 시우다드 데 멕시코 (2021)
- 시카고 불스 (2021-2022)
- 카피타네스 데 시우다드 데 멕시코로 복귀(2022~2023)
- 디나모 방코 디 사르데냐 사사리(2023~현재)